# ラーセン海峡
ラーセン海峡(Larsen Channel)は、南極半島の北東端に位置するデュルヴィル島とジョインビル島にある間の幅1から3マイルの海峡である。1902年にオットー・ノルデンショルドに率いられたスウェーデンの探検隊によって発見され、アンタークティック号の船長カール・アントン・ラーセンにちなんで名付けられた。
座標: 南緯63度10分 西経56度12分 / 南緯63.167度 西経56.200度